# Jan Alończyk
Jan Alończyk (ur. 5 października 1952 w Czerniszkach) – polski lekkoatleta sprinter.
Wystąpił na halowych mistrzostwach Europy w 1975 w Katowicach w biegu na 60 m, ale odpadł w półfinale. Taki sam rezultat zanotował w biegu na 60 m na halowych mistrzostwach Europy w 1978 w Mediolanie. Był członkiem polskiej sztafety 4 × 100 m w finale Pucharu Europy w 1975 w Nicei, która zajęła 5. miejsce.
Był czterokrotnym wicemistrzem Polski w sztafecie 4 × 100 m w 1973, 1974, 1975 i 1977, a także brązowym medalistą w biegu na 100 m w 1975 i 1977 i w sztafecie 4 × 100 m w 1976. Zdobył brązowe medale na 60 m w halowych mistrzostwach Polski w 1974, 1975 i 1976.
W latach 1974–1979 wystąpił w dziesięciu meczach reprezentacji Polski (12 startów), bez zwycięstw indywidualnych.
Rekordy życiowe Alończyka:
| Konkurencja   | Data i miejsce           | Wynik |
| ------------- | ------------------------ | ----- |
| bieg na 100 m | 13 lipca 1978, Poznań    | 10,50 |
| bieg na 200 m | 30 lipca 1977, Bydgoszcz | 21,28 |

Był zawodnikiem AZS Wrocław. Ukończył AWF we Wrocławiu. Jest doktorem nauk o kulturze fizycznej i starszym wykładowcą W Katedrze Lekkoatletyki i Gimnastyki AWF we Wrocławiu
Jego wychowankiem jako trenera był m.in. Jacek Marlicki, dwukrotny mistrz Polski w sprincie.